# RJ-162
A RJ-162 é uma rodovia brasileira do estado do Rio de Janeiro.
Com 102 quilômetros de extensão, liga a cidade de Rio das Ostras ao município de Trajano de Moraes, passando pela região serrana do município de Macaé.
O trecho inicial da rodovia, de 15,1 quilômetros é pavimentado, tendo o de maior tráfego de veículos. Popularmente chamado de Rodovia Serramar, entre Rio das Ostras e Rio Dourado (distrito do município de Casimiro de Abreu), onde ela intercede com a BR-101. Desde 2011 este trecho da RJ-162 é oficialmente denominado de Rodovia Prefeito José Bicudo Jardim, em homenagem ao ex-prefeito da cidade de Casimiro de Abreu no período compreendido entre 1966 e 1970. estando esse trecho estando no pacote de concessões de rodovia proposto pelo GERJ. 
Entre o distrito de Rio Dourado e Trajano de Moraes, a rodovia recebe o nome de Rodovia Deputado Cláudio Moacyr de Azevedo, um político nascido em Macaé. Sendo que a partir de Rio Dourado passa a ser sem pavimentação, em leito natural, no trecho que atravessa a Reserva Biológica União. Já em território macaense, volta a ser pavimentada, a partir da localidade de Ponte do Baião. Subindo a Serra da Pedra Branca, passa pelos distritos macaenses de Córrego do Ouro e Glicério, e finalmente chega a Trajano de Moraes a partir do distrito de Vila da Grama (Tapera). Depois de mais um trecho de leito natural, de aproximadamente 19 quilômetros, passa pelo distrito de Sodrelândia e chega à sede do município, onde encontra a RJ-174.